# Oštrelj (Bosanski Petrovac, BiH)
Oštrelj je naseljeno mjesto u općini Bosanski Petrovac, Federacija Bosne i Hercegovine, BiH.

## Povijest
U rimsko doba je ovuda išao Klaudijev put iz Dalmacije za dolinu Sane. O tome još uvijek svjedoče miljokazi pored puta i natpisi na njima. Jedan miljokaz je u Krivodolu prije Oštrelja, jedan u samom Oštrelju, i na kraju jedan u Jelačića dolu. Poslije toga rimski put se spušta u petrovačko polje preko Šekovca (Vedro Polje). Put je izgrađen 47/48 godine n.e.
Ovdje je bilo radničko naselje. U Oštrelju je, u njemačkoj doseljeničkoj porodici, rođen Alfred Pichler, rimokatolički svećenik i banjalučki biskup, istinski zagovornik multietničkog suživota zasnovanog na toleranciji. Jedno vrijeme iza 1925 na Oštrelju je bilo sjedište župe za potrebe radnika katolika.
Oštrelj je prije 100 godina bio naseljen s preko 300 stanovnika, imao je Sokolski dom, hotel, javnu kuću. U njemu je radila privreda, željeznica. Pruga Knin - Oštrelj je otvorena 1902, godine, a produžena do Prijedora 1914. 
Za vrijeme 2. svjetskog rata, krajem 1942 godine, ovdje je u jednom vlaku boravio zapovjednik partizanskih snaga Josip Broz Tito. Taj je voz proglašen nacionalnim spomenikom. U Oštrelju je rođen i poginuo narodni heroj Vaso Kelečević. Poginuo je od svojih suboraca braneći zarobljenike od osvete.
Broj Hrvata cijelog petrovačkog, drvarskog i grahovskog kraja drastično se smanjio nakon drugoga svjetskog rata. Uz većinske Srbe, bilo je do Drugog svjetskog rata oko dvije tisuće Hrvata katolika u Krnjeuši, Vrtočama, Koluniću, Oštrelju i u samom gradu Bosanskom Petrovcu. Ti katolici pohodili su crkve u Petrovcu, Krnjeuši i Oštrelju.
Nakon masovnih ubojstava i masovnih protjerivanja Hrvata u srpskom ustanku na ovom graničnom području Hrvatske i Bosne i Hercegovine (Drvar i okolica, iz Bosanskog Grahova i okolice - naselja Luka, Korita, Ugarci, Obljaj i druga, iz Brotnja, Boričevca, Vrtoče, Lastve, Zelinovca, Krnjeuše) te činjenice da se ovamo Hrvati nisu smjeli vratiti niti nakon 1945. (nekim naseljima čak su i groblja uništena, a vlasništvo nad zemljom koja im je oteta Hrvati ni do danas nisu uspjeli povratiti),  broj je drastično opao.
Župni stan na Oštrelju i tamošnja kapelica spaljeni su koncem srpnja 1941. u vrijeme četničke pobune.

## Stanovništvo

### 1991.
Nacionalni sastav stanovništva 1991. godine, bio je sljedeći:
ukupno: 50
- Srbi - 46
- Muslimani - 2
- Jugoslaveni - 1
- ostali - 1

### 2013.
Nacionalni sastav stanovništva 2013. godine, bio je sljedeći:
ukupno: 4
- Bošnjaci - 2
- ostali, neopredijeljeni i nepoznato - 2

## Privreda
Skijalište na Oštrelju je jedno u nizu koje je izgrađeno s pratećim objektima nakon sarajevske olimpijade 1984. godine. Nekadašnji Ski centar Oštrelj je poprilično obnovljen i počeo je s radom 2007. godine. Skijalište posjeduje vučnicu tipa sidro koja se nalazi između dvije staze dužina 1500 i 950 metara. Također posjeduju baby lift za najmlađe uzraste.